# Žarko Zrenjanin
Žarko Zrenjanin (v srbské cyrilici Жарко Зрењанин; 11. srpna 1902 Izbište – 4. listopadu 1942, Pavliš[nepřesný odkaz]) byl jugoslávský partyzán a komunistický politik. Jako člen KSJ zastával funkci sekretáře oblastního výboru pro Vojvodinu.
Členem komunistické strany byl již od roku 1927, od té doby byl politicky aktivní. Za svoji činnost byl několikrát ve vězení. V březnu 1941 organizoval proti přistoupení Jugoslávie k paktu Tří v několika jugoslávských městech protesty. Po obsazení Jugoslávie vojsky Německa a jeho spojenců pak vedl i ozbrojený odpor proti okupačním silám na území Vojvodiny. Byl zajat gestapem a později zabit. Poválečná Jugoslávie jeho životní příběh vykreslila hrdinsky; po Zrenjaninovi byly pojmenovány četné ulice, školy i továrny. Město Veliki Bečkerek nese dodnes jeho jméno. V prosinci 1944 byl Žarko Zrenjanin prohlášen posmrtně národním hrdinou Jugoslávie.

## Externí odkazy

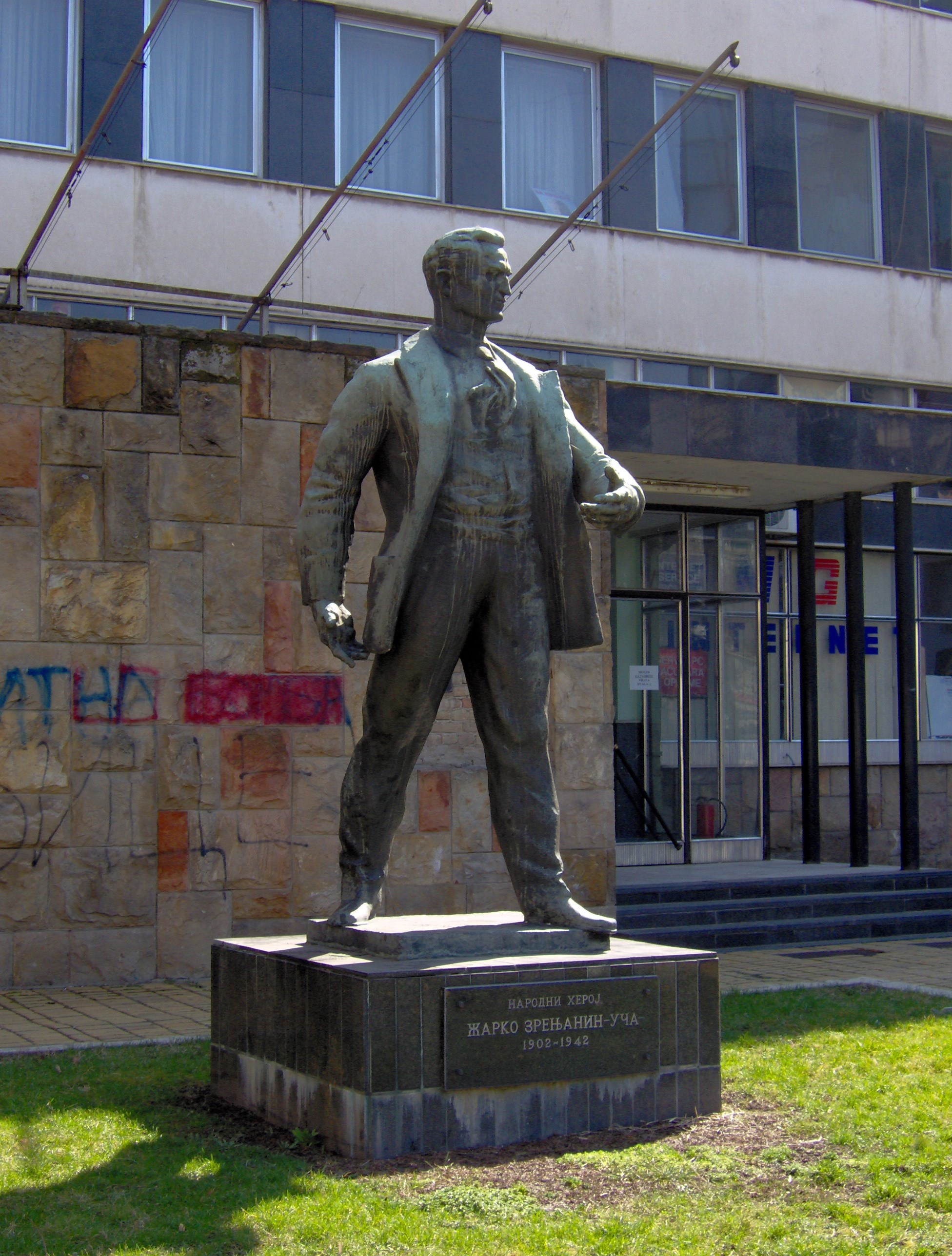
Socha Žarka Zrenjanina